# Малоєнісейська сільська рада
Малоєнісе́йська сільська рада (рос. Малоенисейский сельский совет) — сільське поселення у складі Бійського району Алтайського краю Росії.
Адміністративний центр — село Малоєнісейське.

## Історія
Станом на 2002 рік існувала Малоєнісейська сільська рада (село Малоєнісейське, селища Предгорний, Семеновод), пізніше селище Предгорний було передане до складу Сростинської сільради.

## Населення
Населення — 2653 особи (2019; 2900 в 2010, 2993 у 2002).

## Склад
До складу сільської ради входять:
| Населений пункт      | Населення, осіб (2002) | Населення, осіб (2010) |
| -------------------- | ---------------------- | ---------------------- |
| Малоєнісейське, село | 2316                   | 2270                   |
| Семеновод, селище    | 529                    | 630                    |